# 聯合國安全理事會第47號決議
聯合國安理會47號決議是1948年4月21日在聯合國安全理事會第286次會議通過的。印度巴基斯坦雙方均提出，把聯合國安理會39號決議所設立的委員會從三國增至五國。在此之後，安理會吩咐委員會進入有關地區幫助當地印巴政府設立公民投票，決定克什米爾地區的未來。這項決議建議為保證公民投票的中立性，巴基斯坦需撤出所有為戰鬥而進入該區的部落人士及國民，而印度則只應留下維持秩序的小量軍人。委員會還會派出觀察員確保此決議的順利執行，觀察員的多少由委員會決定。巴基斯坦無視此決議繼續鬥爭。最後印度以巴基斯坦未撤軍為由，拒絕執行公投。在決議後近40年的1990年，聯合國改變立場，不再催促克什米爾公投，稱此事應由印巴雙方談判解決。該決議是逐段表決的，因此沒有對整份決議進行投票通過。

## 外部連結
- 47號決議全文